# Navajo National Monument
Das Navajo National Monument ist eine Gedenkstätte und ein archäologisches Schutzgebiet vom Typ eines National Monuments, das innerhalb des Indianerreservats der Navajo Nation Reservation in Arizona liegt.
Die Einrichtung besteht aus drei Teilgebieten, in denen jeweils eine Ruine eines Pueblo in einer Felsnische geschützt wird. Die drei Pueblos gehören zu den besterhaltenen Bauten der Anasazi und stammen aus dem 13. Jahrhundert. Die Bauten liegen nahe dem Shonto Plateau mit einem weiten Blick über das Tsegi-Canyon-System. Das National Monument weist ein Besucherzentrum, zwei Campingplätze und zwei selbsterklärende Wanderwege auf. Ausgehend vom Besucherzentrum werden auch durch Ranger geführte Wanderungen angeboten.
Der Sandal Trail ist ein selbsterklärender Wanderweg, der Aussichtspunkte über die Canyons und die raue Canyonlandschaft bietet. Schilder am Wegrand bieten Informationen über Flora und Fauna. Der 1,6 km lange Rundweg endet an den Betatakin Ruinen gegenüber dem Betatakin Canyon. Die beiden Pueblos Betatakin und Keet Seel können im Rahmen einer Führung besichtigt werden, das dritte Pueblo Inscription House ist schon seit 1968 für Touristen geschlossen, weil sein Erhaltungszustand Besuche nicht erlaubt. Das National Monument wurde am 15. Oktober 1966 in das National Register of Historic Places aufgenommen.

## Geschichte des Monuments
Es wurde durch Präsident William Howard Taft durch eine Presidential Proclamation am 20. März 1909 mit einer Flächengröße von 3715 Acres ausgewiesen. Am 14. März 1912 reduzierte Präsident Taft die Flächengröße um 90 % auf 360 Acres, da ein viel größeres Gebiet als National Monument ausgewiesen wurde, als für den Schutz der Ruinen notwendig war.